# Violetta Caldart
Violetta Caldart (* 10. Oktober 1969 in Auronzo di Cadore, Provinz Belluno, Italien) ist eine italienische Curlerin.
Caldart war Teil des italienischen Curling-Olympiateams bei den Olympischen Winterspielen 2006 in Turin. Sie spielte auf der Position des Lead neben ihren Teamkolleginnen Skip Diana Gaspari, Third Giulia Lacedelli, Second Rosa Pompanin und Alternate Eleonora Alverà. Das Team belegte den zehnten Platz.